# 雄飛 (飛行船)
|                                |                                         |
| 改装前の「バルセヴァル PL 13」 |                                         |
| 艦歴                           |                                         |
| 発注                           |                                         |
| 起工                           | 1914年8月26日                           |
| 進水                           |                                         |
| 就役                           | 1915年4月21日                           |
| 退役                           | 1917年7月廃止決定                       |
| その後                         |                                         |
| 性能諸元                       |                                         |
| 重量                           | 8.1 t                                   |
| 体積                           | 10,000 m3                               |
| 全長                           | 85.0 m                                  |
| 全幅                           | 15.5 m                                  |
| 全高                           | 22.5 m                                  |
| 機関                           | マイバッハ発動機 150 hp 2基             |
| 速度                           | 巡航速度：57.6 km/h 最大速度：68.4 km/h |
| 航続距離                       | 最大航続時間：20時間 最大航速：12時間   |
| 兵員                           | 6～12名                                 |
| 様式                           | 軟式パルセバール                        |
| 昇騰高                         | 2.5km                                   |

雄飛（ゆうひ）は、大日本帝国陸軍の軍用航空船である。

## 概要
1912年（明治45年）6月にドイツより輸入し、1913年（大正2年）3月28日に破損した、飛行船「バルセヴァル」（Walserwald）を修復を兼ねて改造し、改名した機体。
1915年（大正4年）4月製作。気嚢は羽二重三重、綿布一重から成り、内部には2個の空気房があり、送風機を備える。吊籠は鋼管製で、操縦席、機関ならびに推進装置を設ける。鰭は鋼管製の枠に布を張り、気嚢の動揺を制止した。
1916年（大正5年）1月22日、雄飛は所沢から大阪までの試験飛行を行なった。途中、中間点の豊橋に着陸してのものであった。所要時間は合計11時間34分。なお所沢への帰還飛行は機関不調のため行なわず、機体を分解し陸送された。なおこの飛行を記念して、1月22日は「飛行船の日」となっている。

## その他
現在、本機が製作された埼玉県所沢市ではこの雄飛を記念して作られた焼き菓子「雄飛焼」が販売されている。